# Sarah Anala
Sarah Anala, C.M., est une travailleuse sociale canadienne, notamment auprès des autochtones amérindiens de son pays (Malécites, Inuits, Micmacs).

## Biographie
Sarah Anala est née 26 décembre 1946 à Nain au Labrador.
Infirmière de formation, elle consacre sa vie professionnelle à l'aide et au soutien des détenus du Pénitencier de Dorchester. Elle donne de nombreux ateliers dans les provinces maritimes et ses méthodes novatrices parviennent à réduire le taux de récidives chez les délinquants. Elle-même d'origine amérindienne de la tribu des Inuit, elle se soucie de la condition sociale de son peuple ainsi que de celle des Micmacs et des Inuits. Elle fait des efforts pour la préservation du patrimoine autochtone, favorisant la compréhension et le respect entre Blancs et autochtones.

## Récompenses
L'importance de son travail a été reconnue par sa nomination comme membre de l'ordre du Canada en 1997. Elle a également reçu un doctorat honoraire en droit de l'Université Memorial de Terre-Neuve le 8 mai 2015. 
En 2017 elle fait partie des nommés pour le Newfoundland and Labrador Human Rights Award.
Ancienne élève d'un Pensionnat autochtone au Canada, c'est elle qui a accueilli le premier ministre canadien Justin Trudeau lorsqu'il est venu à Happy Valley-Goose Bay en novembre 2017 pour présenter les excuses du Canada aux survivants de ces institutions au Labrador.
Elle reçoit également la médaille du jubilé de diamant de la reine Élisabeth II.